# Iwan Bondarienko
Iwan Afanasjewicz Bondarienko (ros. Иван Афанасьевич Бондаренко, ur. 5 czerwca 1926 we wsi Aleksiejewka w rejonie iziumskim, zm. 16 lutego 2009 w Rostowie nad Donem) – radziecki polityk ukraińskiego pochodzenia, członek KC KPZR (1971–1986), Bohater Pracy Socjalistycznej (1973).

## Życiorys
W latach 1943–1945 w Armii Czerwonej, uczestnik wojny z Niemcami, zakończył wojnę w Berlinie, 1945–1946 referent brygady kołchozu w obwodzie rostowskim, 1946–1948 uczył się w technikum rolniczym, 1948–1950 agronom w stanicy maszynowo-traktorowej i główny agronom stanicy w obwodzie rostowskim. Od 1950 w WKP(b), w 1956 ukończył Azowsko-Czarnomorski Instytut Rolniczy, w którym później był pracownikiem naukowym, od 1959 I sekretarz rejonowego komitetu KPZR w obwodzie rostowskim, następnie kierownik wydziału Komitetu Obwodowego KPZR w Rostowie nad Donem. Od 1962 do stycznia 1963 sekretarz Rostowskiego Komitetu Obwodowego KPZR, od stycznia 1963 do grudnia 1964 II sekretarz Rostowskiego Wiejskiego Komitetu Obwodowego KPZR, od 29 grudnia 1964 do listopada 1966 przewodniczący Komitetu Wykonawczego Rostowskiej Rady Obwodowej. Od 16 listopada 1966 do 25 lipca 1984 I sekretarz Komitetu Obwodowego KPZR w Rostowie nad Donem, od 9 kwietnia 1971 do 25 lutego 1986 członek KC KPZR, od lipca 1984 na emeryturze. Deputowany do Rady Najwyższej ZSRR od 7 do 11 kadencji. W 2004 otrzymał honorowe obywatelstwo Rostowa nad Donem.

## Odznaczenia
- Medal Sierp i Młot Bohatera Pracy Socjalistycznej (7 grudnia 1973)
- Order Lenina (trzykrotnie)
- Order Czerwonego Sztandaru Pracy
- Order Wojny Ojczyźnianej II klasy (1985)
- Medal „Za zwycięstwo nad Niemcami w Wielkiej Wojnie Ojczyźnianej 1941–1945”

I medale.